# ジャージーの紋章
ジャージーの紋章（英語: coat of arms of Jersey）は赤地のエスカッシャンに3匹のレオパールをチャージした紋章である。20世紀以前から非公式に用いられてきたが、1907年にジャージー代官区の紋章として公認された。エスカッシャンはジャージーの旗に組み込まれている。

## 歴史
チャンネル諸島は1204年、イングランド王国が諸島以外の主権を失うまでノルマンディー公国の一部だった。これらは13世紀中にジャージーおよびガーンジーの2代官区に分割されることになる。その後第二次世界大戦中の5年間を例外としてイングランド王室に支配されている。
島中で広く用いられてきたイングランド王室紋章は次第にジャージーのシンボルと見なされるようになり、1907年にエドワード7世によってその使用が公認された。第二次世界大戦・ドイツの占領中、イギリス本土からの物資供給が絶えたことからジャージーは初めて切手の発行が許可された。しかしながら君主の肖像やその他イギリスとのつながりを示すデザインは許されなかった。住人のひとり N. V. L. Rybot は代わりに紋章の使用を提案した。このデザインは（おそらく王室紋章だと気付かなかった）ドイツ当局に認可され、1941年4月1日に初の切手が発行された。
1980年12月10日の勅許で、プランタジネット家の冠を被せた紋章をジャージーの旗に組み込むことが定められた。勅許はジャージー議会で同年4月7日に批准された。
Jersey Flag
The Bailiff informed the House that H. M. Queen had now approved the new design of the Jersey Flag in accordance with the request of the House. The official description of the new flag was as follows  – 
"Argent a Saltire Gules in the honour point an Escutcheon also Gules thereon three Lions passant guardant Or (being the Royal Arms as used and borne by Our Island of Jersey) ensigned by an Ancient Crown (such as has been attributed unto Our Royal Predecessors being of the House of Plantagenet) of Gold"

The new flag was operative from now but the Bailiff added that it was not an Ensign and should not therefore be worn on the ensign staff of Jersey yachts which would continue to use the Red Ensign or Blue or White in the case of members of certain yacht clubs.—Minutes of the States Assembly, 7 April 1981

## デザイン

### 象徴
紋章の配色とデザインは文化・政治および地域的な意味合いを持つ。3匹の金獅子（lions passant guardant）はイングランド王室紋章と共通のものである。旗に描かれた冠と同様に、プランタジネット家に対するジャージー人の忠誠を表す。

### 使用
紋章はジャージーの旗および副総督旗に組み込まれている。紋章は1980年に聖パトリック旗との区別の為に付け加えられた。